# Route forestière 1
Die Route forestière 1, kurz F1, war eine Straße auf Korsika, die 1854 durch den Décret Impérial 1782 festgelegt wurde. Sie wurde angelegt, um einen der Wälder Korsikas für die Holzwirtschaft zu erschließen. Betrieben durch den Staat hatte sie den Rang einer Nationalstraße. Die F1 zweigte von der Nationalstraße 196 in Cauro ab und führte in den Forêt de Quarceta. Ihre Länge betrug 26 Kilometer. 1973 wurde die Straße abgestuft.